# Sclerotinia
Sclerotinia Fuckel, 1870 è un genere di funghi ascomiceti della famiglia Sclerotiniaceae. Comprende diverse specie parassite di piante.

## Specie principali
- Sclerotinia borealis
- Sclerotinia minor
- Sclerotinia sclerotiorum
- Sclerotinia ricini
- Sclerotinia spermophila
- Sclerotinia trifoliorum